# فيل فرانك
فيل فرانك (بالإنجليزية: Phil Frank)‏ هو فنان قصص مصورة ورسام كارتون أمريكي، ولد في 27 مارس 1943 في بيتسبرغ في الولايات المتحدة، وتوفي في 12 سبتمبر 2007 في بوليناس في الولايات المتحدة.